# Lista episoadelor din În mintea criminalului
Prima Serie
1×01 Johny cel Rosu, 
1×02 Păr roșu și banda de argint,
1×03 Marea Roșie,
1×04 Domn în roșu,
1×05 Pădurea Roșie ca sângele,
1×06 Mâna Roșie,
1×07 Viziune roșie,
1×08 Linie roșie subțire,
1×09 Roșu înfocat,
1×10 Cărămida roșie și iedera,
1×11 Prietenii lui Johny cel Roșu,
1×12 Roșu de supărare,
1×13 Colorează-l în roșu,
1×14 Casanova roșu purpuriu,
1×15 Roșu de febră,
1×16 Roșu ca răzbunarea,
1×17 Crimă sub lumini roșii,
1×18 Cartofii roz,
1×19 Un buchet de trandafiri roșii,
1×20 Suc roșu,
1×21 Fata cu părul roșu,
1×22 Roșul secret,
1×23 Pe urmele lui Johny cel Roșu,
A doua serie
2×01 Cont în roșu,
2×02 Scrisoarea roșu stacojiu,
2×03 Distinctivul roșu,
2×04 Amenințarea roșie,
2×05 Roșu de frică,
2×06 Aur negru și sânge roșu,
2×07 Răpire cu sânge roșu,
2×08 Întoarcerea lui Johny cel Roșu,
2×09 Roșu ca un rubin,
2×10 O aruncare roșie ca focul,
2×11 Roșu de rușine,
2×12 Roșu de dragoste,
2×13 Linia roșie,
2×14 Pactul roșu ca sângele,
2×15 O partidă roșie picantă,
2×16 Codul roșu,
2×17 Cutia roșie,
2×18 Apa roșie,
2×19 Bani roșii ca sângele,
2×20 Complot roșu,
2×21 Clown cu nasul roșu,
2×22 O veche flacără roșie,
2×23 Deșteptarea în roșu,
A treia serie
3×01 Roșu de seră,
3×02 Roșu de supărare,
3×03 Mâini roșii,
3×04 Covorul roșu,
3×05 Cai roșii,
3×06 Costum Chanel roșu,
3×07 Roșu fierbinte,
3×08 Roșu ca focul,
3×09 Luna roșie,
3×10 Elful roșu,
3×11 Lupta pătata de roșu,
3×12 Indicii roșii,
3×13 Alarma roșie,
3×14 Răzbunare roșie ca sângele,
3×15 Aurul roșu,
3×16 Regina roșie,
3×17 Flux roșu,
3×18 Mei roșu,
3×19 Toți trandafirii roșii au spini,
3×20 Lista roșie,
3×21 Tâlhărie cu lama înroșită,
3×22 Rapsodia în roșu,
3×23 Fragi roșii cu frișcă Partea 1,
3×24 Fragi roșii cu frișcă Partea 2,
A patra serie
4×01 Benzi roșii,
4×02 Lista roșie,
4×03 Omul cu balonașe roșii,
4×04 Roșu de Texas,
4×05 Nisipul roșu,
4×06 Firul roșu înspre Carmine O'Brien
4×07 O lumină roșie intermitentă,
4×08 Costumul roșu,
4×09 Tricoul roșu,
4×10 Roșu ca focul,
4×11 Pariază pe roșu,
4×12 Roșu ca dragostea,
4×13 Roșul și noul negru,
4×14 La prima roșeață,
4×15 Umbre roșii pe voluntariat,
4×16 Gândurile sale erau roșii,
4×17 Roșu de Bordeaux,
4×18 Obraji roșii,
4×19 Ruleta rusească,
4×20 Tragedie în roșu,
4×21 Tocuri roșii,
4×22 Adio, și mulțumiri la toți peștii roșii,
4×23 Bilețelul roșu pentru Jane,
4×24 Fetița îmbrăcată cu roșu,
A cincea serie
5×01 Perla din sticlă roșie,
5×02 Infuzie roșie,
5×03 Contul în roșu,
5×04 Vrajba roșie,
5×05 Dimineața roșie,
5×06 Roșu de invidie,
5×07 Cercetări roșii ca sângele,
5×08 Străduța roșie la apus de soare,
5×09 Un bolid roșu,
5×10 Panama înroșită,
5×11 Colierul roșu rubin,
5×12 Corvete roșie,
5×13 Hambarul roșu,
5×14 Dinți și gheare roșii,
5×15 Vopsea roșie,
5×16 Fata cu haine roșii, 
5×17 Rosu, alb și albastru,
5×18 După perdeaua roșie,
5×19 Un trecut murdar de roșu,
5×20 Dulciuri roșii și catifelate,
5×21 Secretul roșu,
5×22 Regulile lui Johny cel Roșu,
A șasea serie
6×01 Flori roșii,
6×02 Cardinalul roșu,
6×03 Nunta în roșu,
6×04 Bănuiții de pe lista roșie,
6×05 Tatuajul roșu,
6×06 Reuniunea lui Johny cel Roșu,
6×07 Marele Dragon roșu,
6×08 Johny cel Roșu,
6×09 Paradisul albastru,
6×10 Degetul verde,
6×11 Dungi albe,
6×12 Fata de aur,
6×13 Elicoptere negre,
6×14 Apa gri,
6×15 Pur ca omătul,
6×16 Viorele,
6×17 Aripile de argint ale timpului, 
6×18 Pădurea verde,
6×19 Fete cu ochii căprui,
6×20 Masa albă,
6×21 Inimi negre,
6×22 Pasărea albastră,
A șaptea serie
7×01 Numai cerul înstelat,
7×02 Hotelul cu gratii,
7×03 Înghețată cu flori de portocal,
7×04 Piața neagră,
7×05 Gentuța de argint,
7×06 Lumina verde,
7×07 Casa galbenă,
7×08 Albul din ochii săi,
7×09 Glonțul de cupru,
7×10 Nu există aur să reziste,
7×11 Argila roșie,
7×12 Covorul maro,
7x13 Orhidee albe.